# Apartamentos Novocomum
Os apartamentos Novocomum (1928), projectados por Giuseppe Terragni, apelidados, vulgarmente de Transatlântico devido à sua forma, constituem o primeiro exemplo concreto da arquitectura do racionalismo italiano, um ano depois de este mesmo arquitecto ter apresentado os seus primeiros projetos na III Bienal de Monza.
Dispondo-se de forma simétrica, com uma altura de cinco andares e um comprimento de 63,5 m, ostenta uma fachada principal em ângulo onde, na extremidade do terceiro e quarto andar (contando como primeiro andar o rés-do-chão), se abre um espaço vazio que expõe uma espécie de coluna cilíndrica de janelas de vidro apenas cortada pela sacada do terceiro andar . O andar superior avança de forma angulosa, dando o aspecto naval que mereceu a alcunha dada ao projecto. Kenneth Frampton, na sua "História Crítica da Arquitectura Moderna" aparenta o estilo desta obra ao Construtivismo russo (e ao projecto inicial de Ivan Golossov para o Clube dos trabalhadores Zuyev), afastando-a dos cânones do Purismo (Le Corbusier) que, em princípio, estaria mais de acordo com os objectivos do racionalismo italiano.